# Margaret (téléfilm)
Pour les articles homonymes, voir Margaret.
Margaret est un téléfilm britannique écrit par Richard Cottan et réalisé par James Kent qui décrit la chute de Margaret Thatcher en 1990. Produit par Great Meadow Productions pour la BBC, il est diffusé pour la première fois le 26 février 2009 par BBC Two ; il est sorti en DVD le 10 mai 2010 en Grande-Bretagne.
Le film a remporté le Royal Television Society Award 2009 de la meilleure direction artistique dans la catégorie « programme dramatique » et son actrice principale, Lindsay Duncan, a été nommée au Scottish BAFTA de la meilleure actrice.

## Synopsis
La démission en novembre 1990 de Geoffrey Howe (John Sessions), leader de la Chambre des communes, en protestation contre la politique étrangère de Margaret Thatcher (Lindsay Duncan), débouche sur une crise au sein du Parti conservateur. Michael Heseltine (Oliver Cotton (en)), ancien secrétaire d'État à la Défense, défie le Premier ministre en se portant candidat au leadership du parti. Sûre d'elle et malgré les avertissements de son mari (Ian McDiarmid), Margaret Thatcher néglige de faire campagne elle-même et préfère se rendre à une conférence internationale. Des flashbacks montrent sa campagne contre Ted Heath et son accession à la tête du Parti conservateur en 1975. Mise en ballottage, elle est dissuadée par le Cabinet de se maintenir au second tour et se désiste en faveur de John Major (Michael Maloney).

## Distribution
| - Lindsay Duncan : Margaret Thatcher, Premier ministre - Ian McDiarmid : Denis Thatcher, époux de Margaret Thatcher - John Sessions : Geoffrey Howe, ancien vice-Premier ministre et leader des Communes - Oliver Cotton (en) : Michael Heseltine, ancien secrétaire d'État à la Défense - James Fox : Charles Powell, secrétaire privé et conseiller à la politique étrangère de Margaret Thatcher - Robert Hardy : Willie Whitelaw, vice-Premier ministre et secrétaire d'État à l'Intérieur - Rupert Vansittart : Peter Morrison, secrétaire privé parlementaire de Margaret Thatcher - Alan Cox : Gordon Reece, conseiller médias de Margaret Thatcher - Christian McKay : John Whittingdale, conseiller politique de Margaret Thatcher - Oliver Le Sueur : Mark Thatcher, fils de Margaret Thatcher - Olivia Poulet : Carol Thatcher, fille de Margaret Thatcher - Kevin McNally : Kenneth Clarke, secrétaire d'État à l'Éducation - Nicholas Rowe : Malcolm Rifkind, secrétaire d'État pour l'Écosse - Michael Maloney : John Major, chancelier de l'Échiquier - Roger Allam : John Wakeham, secrétaire d'État à l'Énergie - Nicholas Jones (en) : Tim Renton, Chief Whip (représentant du groupe parlementaire au pouvoir) - Tim McMullan : William Arthur Waldegrave, ministre d'État des Affaires étrangères - Nicholas Le Provost : Douglas Hurd, secrétaire d'État des Affaires étrangères - Michael Cochrane : Alan Clark, secrétaire d'État à la Défense - Philip Jackson : Bernard Ingham, porte-parole du Premier ministre - Roy Marsden : Norman Tebbit, ancien président du Parti conservateur, membre du Parlement | - Roger Ashton-Griffiths : John Sergeant (en), journaliste - Guy Henry : Tristan Garel-Jones, Government Whip - Diana Kent (en) : Margaret King, conseillère vestimentaire de Margaret Thatcher - Elizabeth Bennett : Sue Mastriforte, voisine et amie des Thatcher - Julian Firth (en) : Norman Lamont, membre du Parlement, Chief Secretary to the Treasury - Rosemary Leach : Élisabeth II - Douglas McFerran : membre du Parlement - Nigel Le Vaillant : Ted Heath, ancien leader du Parti conservateur et ancien Premier ministre - Dermot Crowley : Airey Neave, directeur de campagne de Margaret Thatcher - Ian Hughes : John Gummer, ministre de l'Agriculture, de la Pêche et de l'Alimentation - Nicholas Day : Cranley Onslow, président du « Comité 1922 » - Paul Jesson : Kenneth Baker, président du Parti conservateur - Charlotte Asprey : Caroline Stephens, assistante de Margaret Thatcher - Jenny Howe : Cynthia Crawford dite « Crawfie », assistante personnelle de Margaret Thatcher - Tim Wallers : membre du Parlement - Martin Chamberlain : Nigel Lawson, membre du Parlement, ancien chancelier de l'Échiquier - Mark Perry : John MacGregor, ancien secrétaire d'État à l'Éducation - George Pensotti : speaker de la Chambre des Communes - Francis Maguire : officiel |